# Селенго-Орхонський лісостеп
Селенго-Орхонський лісостеп — екорегіон біому помірні луки, савани і чагарники, що розташований на півночі центральної Монголії та прямує на північний схід вздовж Селенги в Росію Екорегіон власне високогірний, але оточений вищими гірськими хребтами. Як перехідна зона між тайгою (на півночі) і степом вона має хвойні ліси на північних схилах гір, а на південних схилах — змішані ліси (сосна/осика). Площа екорегіону — 227,660 км².

## Розташування та опис
Екорегіон простягається приблизно на 1000 км, від гір Хан-Хухій у сомоні Баруунтуруун, в Західній Монголії, через сточище верхів'їв Селенги, долиною Орхона вздовж долини Селенги до Улан-Уде Бурятія, Росія. У середині екорегіону оминає високогірну лісову територію гір Хангай. Середня висота над рівнем моря — 800—1200 метрів.

## Клімат
У регіоні субарктичний клімат (Koppen Dwc). Цей клімат характеризується різкою зміною температури, як щодня, так і сезонно; з довгими, холодними зимами та коротким, прохолодним літом, що триває всього три місяці; з достатньою кількістю опадів (в середньому до 300 мм на рік) для підтримки росту дерев. Середня температура в центрі екорегіону становить -27,7°С у січні та 14,7 °C у липні.

## Флора
Північні схили гір в екорегіоні покриті хвойними лісами, а на південних схилах переважають мішані ліси (Pinus sylvestris, Populus tremula), що переходять у лісостеп. Близько 40 % території покрито ковилою.

## Заповідники
- Хан-Хухій-Хяргас-Нуур